# IBM 305 RAMAC
IBM 305 RAMAC (engl. Random Access Method of Accounting and Control) je programabilni uredski sistem za obračunavanje računa i inventure kojeg je dizajnirala i proizvodila tvrtka IBM između 1956. i 1961. godine.

## Arhitektura

### Magnetski bubanj
Magnetski bubanj na IBM 305 RAMACu bio je jedna od ključnih sklopova u sistemu, tako što je sačinjavao većinu radne memorije sistema, a svojom vrtnjom je također odašiljao signale koje su sinkronizirale radnje sistema tj. imao je ulogu izvora takta. Memorija na bubnju bila je raspodijeljena na 32 trake na kojoj se moglo spremiti oko 100 znakova.
Legenda za tablicu:
- žuta – memorija
- plava – aritmetika
- zelena – ulaz/izlaz
- crvena – posebne funkcije

## Svojstva[2]
IBM 305 RAMAC nije računalo opće primjene, već je programabilni stroj koji je bio osmišljen za računovodstvo: obradu računa i održavanje inventura. Korisnici su mogli unijeti 200 linija vlastitog programa u koji se spremao na dvadeset traka na magnestkom bubnju.
- Generacija: 1.
- Osnovni elemet: elektronska cijev
- Glavna memorija:
  - Magnetski bubanj:
    - Broj traka: 100 (0-99)
    - Znakova po traci: 100
    - Brzina: 6000 okretaja u minuti
    - Brzina pristupa:
    - Brzina prijenosa:

  - Magnetska jezgra
    - Nosivost: 100 znakova
    - Brzina:

### Sistemske komponente
- IBM 305 – centralni procesor, glavna memorija (magnetski bubanj), sekundarna memorija (magnetska jezgra), logička i aritmetička jedinica
- IBM 350 Disk File – tvrdi disk
- IBM 370 – pisač
- IBM 323 – bušač kartica
- IBM 380 – konzola za operatera, čitač kartica i elektronski pisaći stroj IBM Electric typewriter model B1
- IBM 340 – izvor napajanja